# Авіаносці типу «Клемансо»
Авіаносці типу «Клемансо» (фр. Classe Clemenceau) — серія ударних авіаносців Франції періоду Холодної війни.

## Представники
| Назва               | Номер | Верф                                      | Закладений          | Спущений на воду    | Вступив у стрій        | Доля                                     |
| ------------------- | ----- | ----------------------------------------- | ------------------- | ------------------- | ---------------------- | ---------------------------------------- |
| Клемансо Clemenceau | R98   | Брестський арсенал                        | жовтень 1955 року   | 21 грудня 1957 року | 22 листопада 1961 року | знятий з озброєння 25 вересня 1997 року  |
| Фош Foch            | R99   | Верф Chantiers de l'Atlantique, Сен-Назер | 15 грудня 1957 року | 28 липня 1960 року  | 15 липня 1960 року     | 15 листопада 2000 року проданий Бразилії |

## Історія створення
Авіаносці типу «Клемансо» (проєкт PA-54) — перші французькі кораблі, спроєктовані саме як авіаносці, а не перебудови з інших типі кораблів. Їх будівництво було завершене наприкінці 1950-х років, а на початку 1960-х років кораблі увійшли у стрій.

## Конструкція

### Корпус
На відміну від британських авіаносців, що добудовувались за переробленими проєктами, «Клемансо» від початку будувались як носії саме реактивних літаків. Розміри польотної палуби — 257,3 x 51,2 м. Кутова частина польотної палуби (169,5 x 29,5 м) була розташована під кутом 8° до осьової лінії корабля та мала дзеркальні індикатори посадки OP-3. Авіаносці були оснащені двома паровими катапультами BS-5 англійського зразка довжиною 52 м і могли розганяти 20-тонні літаки до швидкості 260 км/г.
Кораблі були оснащені двома літакопідйомниками (носовим та бортовим), здатними піднімати з ангара літаки масою до 15 т, пізніше їх вантажопідйомність довели до 20 т. Закритий ангар мав розміри 180 x 24 x 7 м (частина ангара для зберігання літаків мала довжину 152 м).
Випробування авіаносця «Клемансо» виявили явно недостатню остійність, тому «Фош» ще під час будівництва був оснащений булями. На «Клемансо» булі встановили під час ремонту 1966 року.
інформація про бронювання кораблів та протиторпедний захист досі засекречена. Відомо лише, що польотна палуба мала бронювання товщиною 45 мм, машинне відділення та деякі важливі частини мали локальне бронювання товщиною 30—50 мм.

### Озброєння
Захисне озброєння авіаносців за проєктом мало складатись з 12 спарених 57-мм зенітних автоматів, але пізніше їх вирішили замінити на 12 100-мм зенітних гармат. Але через перевантаження корабля ще на етапі будівництва їх кількість була скорочена до 8.
У 1980—1981 роках кораблі були обладнані бункерами для зберігання ядерних бомб AN-52, а також новою системою управління SENIL-2.
Під час модернізацій «Клемансо» (1985—1986) та «Фош» (1987—1988) 4 гармати замінили на 2 ЗРК Crotale.
У 1992 році додали 2 пускові установки SIMBAD для ракет «Mistral». Кораблі отримали також станції супутникового зв'язку.
У 1995—1997 роках зняли останні 100-мм гармати, замість них встановили 2 ЗКР SADRAL та 2 30-мм зенітні автомати.
Під час продажу авіаносця «Фош» ВМС Бразилії з нього було демонтоване все артилерійське та ракетне озброєння, за винятком декількох кулеметів, і в даний час корабель не має захисного озброєння.

### Авіагрупа
Авіагрупа авіаносців на 1967 рік складалась з 6 винищувачів Vought F-8 Crusader, 18 ударних літаків Dassault Étendard IV, 8 літаків протичовнової оборони Breguet Br 1050 Alizé.
На 1977 рік авіагрупа складалася з 10 винищувачів Vought F-8 Crusader, 16 ударних літаків Dassault Étendard IV, 3 розвідників «Étendard IVP», 6 літаків протичовнової оборони Breguet Br 1050 Alizé, 2 вертольотів протичовнової оборони «Super Frelon» та двох вертольотів загального призначення «Alouette III».
У 1980—1981 роках авіагрупи були переозброєні літаками Dassault-Breguet Super Étendard, здатними нести тактичну ядерну зброю.